# Edmund Addo
Edmund Addo (* 17. Mai 2000 in Accra-Chorkor) ist ein ghanaischer Fußballspieler.

## Karriere

### Klub
Zur Saison 2018/19 wechselte er vom Mighty Cosmos FC in seinem Heimatland zum FK Senica in die Slowakei. Zur Spielzeit 2021/22 wechselte er weiter nach Moldau zu Sheriff Tiraspol. Wo er gleich Meister und auch Pokalsieger mit seinem Klub wurde.

### Nationalmannschaft
Seinen ersten bekannten Einsatz für die ghanaische A-Nationalmannschaft hatte er am 11. November 2021, bei einem 1:1 gegen Äthiopien während der Qualifikation für die Weltmeisterschaft 2022. Hier wurde er in der 82. Minute für Iddrisu Baba eingewechselt. Danach stand er auch im Kader der Mannschaft beim Afrika-Cup 2022, wo er in zwei Gruppenspielen zum Einsatz kam.